# جيمس فرانكلين كرو
جيمس فرانكلين كرو (بالإنجليزية: James Franklin Crow)‏ هو عالم وراثة أمريكي من مواليد 18 يناير سنة 1916 في فينيكسفيل (ولاية بنسيلفانيا). عمل خلال حياته المهنية كبروفسور فخري للوراثة في جامعة ويسكونسن ماديسون وكأخصائي بارز في علم الوراثة السكانية.
أهم مساهماته العلمية كانت تلك التي شارك في صياغتها مع العالم الياباني موتو كيمورا، والتي أدت في نهاية المطاف إلى ما يعرف اليوم باسم النظرية المحايدة للتطور الجزيئي (بالإنجليزية: the neutral theory of molecular evolution)‏. في مجال الكتابة، يمتلك كرو كتابا تمهيديا اعتبر مؤثرا في مجال علم الوراثة بالإضافة إلى آخر أكثر تقدما بالاشتراك مع كيمورا.

## السيرة الذاتية

### النشأة والتعليم
ولد جيمس فرانكلين كرو بحلول سنة 1916 في فينيكسفيل (بنسلفانيا)، أين كان والده مدرسا في كلية أورسينوس. انتقل مع عائلته إلى ويتشيتا (كنساس) في عمر السنتين ونصف (1918)، هناك وجد كرو نفسه داخل دوامة وباء إنفلونزا عام 1918. في ويتشيتا دائما ذهب إلى المدرسة، ومن ثم إلى جامعة الأصدقاء، في نفس الوقت الذي تخرج فيه من مدرسة كويكر سنة 1937. في المدرسة، اكتشف كرو ولعه وحبه للفيزياء والكيمياء، لكنه اختار في الأخير الكيمياء، الذي اتجه إلى دراسته بشكل مكثف في الجامعة. بالتوازي مع ذلك درس أيضا علم الأحياء، ليتخصص في وقت لاحق علمي الكيمياء والأحياء. دروس علم الوراثة التي تلقاها في سنته الأولى كانت أول احتكاك له بهذا المجال، على الرغم من الاصطناع الحديث كان محذوفا من المنهج الدراسي.
قبل الحسم في قرار ما إذا كان سيصبح عالم أحياء أو كيمياء، تقدم كرو بطلب للحصول على منح للدراسات العليا في كلا التخصصين (علم الأحياء والكيمياء الحيوية). نتيجة لذلك حصل على أول رد إيجابي من هرمان مولر، متمثلا في مكان بجامعة تكساس في أوستن، على الرغم من معرفته المسبقة بأن مولر كان في روسيا في ذلك الوقت. لكن في النهاية اتضح أن مولر لم يكن لديه نية في العودة إلى منصبه في تكساس، فأصبح جون توماس باترسون مشرفا على كرو هناك.
تحت تأثير مولر، بدأ باترسون في الانتقال نحو أبحاث الوراثة على ذبابة الفاكهة، حيث سبق له أن عمل في دراسة أجنة حيوان المدرع، ما دفع بالتالي بكرو للإتجاه نحو دراسة آليات العزل الجيني ضمن مجموعة موليري دروسوفيلا. شمل هذا إجراء مجموعة من التزاوجات بين الأنواع والبحث عن الانتقالات الصبغية باستخدام صبغيات عديدة الخيوط (الصبغيات عديدة الخيوط هي عبارة عن تجمعات كبيرة من الصبغيات الفعلية، التي بمجرد صبغها بالشكل المناسب تسهل عملية اكتشاف الانتقالات الصبغية بمساعدة مجهر ضوئي عادي. يمكن العثور على الصبغيات عديدة الخيوط بشكل رئيسي في الغدد اللعابية لبعض الأنواع). خلال دراسات العزل التي أجراها قبل التزاوج، كان كرو من أوائل الذين درسوا التعزيز الوراثي، ولاحظوا أيضا حقيقة أن الأنواع المتواطنة هي معزولة جنسيا، في حين أن أولئك الذين يعيشون بعيدا عن بعضهم لم يكونوا كذلك.

### كلية دارتموث والحرب
انتقل كرو بعد حصوله على درجة الدكتوراه في سنة 1941 إلى كلية دارتموث قبل أن يدخل الأمريكيون الحرب العالمية الثانية، حيث استمر هناك حتى عام 1948. كانت رغبته في الأصل من وراء ذلك هي الحصول على زمالة ما بعد الدكتوراه للعمل مع سيوال رايت في جامعة شيكاغو، لكن ثبت أن ذلك صعب مع بداية الحرب.
شغل في دارتموث منصب مدرس في علم الوراثة وعلم الحيوان العام، لكنه ومع تزايد تجنيد الأساتذة من قبل الشركات العسكرية، حضر كرو عددا متزايدا من الفصول. فكان سعيدا جدا بقدرته على تدريس علم الأجنة والتشريح المقارن. عندما أصبح لعلم الطفيليات صلة بالحرب (كما كان الحال في الجهة المقابلة، مع ويلي هنيج الذي كان ناشطا في هذا المجال)، طلب منه تدريس علم الطفيليات وعلم الدم أيضا. وبعد فترة ليست بالطويلة، درس أيضا الإحصاء. بعد مزاولته لمهنة التدريس لعدة ساعات وفي تخصصات مختلفة، اكتشف كرو حبه للتدريس في هذه المرحلة. قيل في وقت لاحق أن هناك العديد من الطلاب الذين تلقو على يده جميع دروسهم في تخصصات مختلفة. 
مثل العديد من زملائه بالجامعة في تلك الحقبة، كان كرو منخرطا في جماعات سلمية ذات ميولات شيوعية. خلال الحرب العالمية الثانية، حاول الانتساب في الجندية، لكن تم تأجيل ذلك حتى النهاية بسبب التزاماته التعليمية.

### تأثير العمر الأبويعلى الحمض النووي
قام كرو أيضا بالبحث والكتابة حول كيفية تدهور الحمض النووي للحيوانات المنوية مع تقدم الرجال في السن، ونسخها مرارا وتكرارا، ثم نقلها إلى الأطفال في صورة متدهورة بشكل دائم، والذين من المرجح أيضا أن يمرروه بدورهم. نتيجة لذلك، صرح بحلول سنة 1997 أن "خصوبة الذكور
الأكبر سنا هي الخطر الأكبر الذي يهدد صحة الجينوم البشري".
خلال بحثه هذا قام كرو بوصف الطفرات التي لها تأثير مرئي مباشر على صحة الطفل وكذلك الطفرات التي قد تكون كامنة أو لها آثار واضحة على صحة الطفل. بالنسبة له العديد من هذه الطفرات تسمح للطفل بالتكاثر، ولكنها تتسبب في مشاكل أكثر خطورة للأحفاد وأبناء الأحفاد والأجيال اللاحقة. مع ذلك، فإن الأدلة التي تدعم إدعاء كرو "بزيادة الخطر المتبادل على الصحة" تبدو ضعيفة. ارتباطا بهذا، خلص تقرير صدر سنة 2009 إلى أن الخطر المطلق للتشوهات الوراثية (تمس الحمض النووي) في النسل يظل منخفضا، حيث نص على أنه "لا يوجد ارتباط واضح بين النتائج الصحية السلبية والعمر الأبوي، ولكن في الوقت نفسه تبقى هناك حاجة إلى دراسات طولية.

## الأبحاث
ركزت الكثير من أبحاث كرو على علم وراثة السكان النظري. حيث قام على مدار مسيرة مهنية امتدت لأكثر من 50 عاما رفقة زملاءه بدراسة العديد من السمات في الدروسوفيلا، وقاموا بتشريح مقاومة المبيد من الناحية الواثية، كما قاسوا تأثيرات الطفرات الطفيفة على الحالة الفيزيائية العامة للسكان، ووصفوا سلوك  الطفرات التي تمر عبر لعبة الانتقاء وفقا لقواعد داروين بالإضافة إلى موضوعات أخرى ذات صلة. تطرق عمل كرو النظري فعليا إلى كل الموضواضيع المهمة في علم الوراثة السكانية. طور كرو مفهوم الحمل الجيني، وأسهم في نظرية الانجراف العشوائي في المجموعات السكانية الصغيرة، كما درس آثار التزاوج غير العشوائي وكذا السكان المنظمين حسب السن، وطرح سؤال «الجنس ما الجدوى؟» بالإضافة إلى العديد من منشوراته البحثية، نشر كرو العديد من الآراء والتقييمات حول عمل زملائه. أهم تلك المنشورات كان هو ذلك الدليل الدراسي (أو الأفرودة) الذي اشترك في كتابته مع موتو كيمورا عن علم الوراثة السكانية، والذي كان له تأثير ملحوظ على مجال تخصصه.

## الحياة الشخصية
جيمس فرانكلين كرو كان متزوجا من آن كروكيت التي أنجب معها ابنه فرانكلين سي كرو (الذي أصبح فيما بعد عالم كمبيوتر) بالأضافة إلى ابنتيه لورا وكاترين. فيما يخص اعتقاداته الشخصية، فجيمس فرانكلين كرو كان ملحدا ومعارضا لحركات تصميم الذكاء.

## الوفاة
توفي جيمس فرانكلين كرو بحلول 4 يناير 2012 في منزله بماديسون (ويسكونسن) عن عمر ناهز 95 سنة بسبب قصور القلب الاحتقاني.

## منشورات مختارة
| - Crow، J. F. (2010). "Wright and Fisher on Inbreeding and Random Drift". Genetics. ج. 184 ع. 3: 609–611. DOI:10.1534/genetics.109.110023. PMC:2845331. PMID:20332416. - Crow، J. F. (2008). "Maintaining evolvability". Journal of Genetics. ج. 87 ع. 4: 349–353. DOI:10.1007/s12041-008-0057-8. PMID:19147924. - Crow، J. F. (2008). "Just and Unjust: E. E. Just (1883-1941)". Genetics. ج. 179 ع. 4: 1735–1740. DOI:10.1534/genetics.104.94094. PMC:2516054. PMID:18711217. - Crow، J. F. (2008). "Mid-Century Controversies in Population Genetics". Annual Review of Genetics. ج. 42: 1–16. DOI:10.1146/annurev.genet.42.110807.091612. PMID:18652542. - Crow، J. F. (2008). "Commentary: Haldane and beanbag genetics". International Journal of Epidemiology. ج. 37 ع. 3: 442–445. DOI:10.1093/ije/dyn048. PMID:18522983. - Crow, J.F. 2006. موتو كيمورا، 1924-1994. Handbook of Philosophy of Biology. | - Gulisija، D.؛ Crow، J. F. (2007). "Inferring Purging from Pedigree Data". Evolution. ج. 61 ع. 5: 1043–1051. DOI:10.1111/j.1558-5646.2007.00088.x. PMID:17492959. - Crow, J.F. 2006. سيوال رايت، 1889-1988. Handbook of Philosophy of Biology. - Crow، J. F. (2007). "Haldane, Bailey, Taylor and recombinant-inbred lines". Genetics. ج. 176 ع. 2: 729–732. PMC:1894602. PMID:17579238. - Crow، J. F. (2005). "هرمان مولر, Evolutionist". Nature Reviews Genetics. ج. 6 ع. 12: 941–945. DOI:10.1038/nrg1728. PMID:16341074. - Crow، J. F. (2006). "Age and sex effects on human mutation rates: An old problem with new complexities". Journal of radiation research. 47 Suppl B: B75–B82. Bibcode:2006JRadR..47B..75C. DOI:10.1269/jrr.47.b75. PMID:17019055. |